# Ichneumon carduorum
Ichneumon carduorum là một loài tò vò trong họ Ichneumonidae.